# Kobiele Wielkie (plaats)
Kobiele Wielkie is een dorp in het Poolse woiwodschap Łódź, in het district Radomszczański. De plaats maakt deel uit van de gemeente Kobiele Wielkie en telt 715 inwoners.

## Geboren
- Władysław Reymont (1867-1925), schrijver en Nobelprijswinnaar (1924)